# 斯萊德涅斯多格文化
斯萊德涅斯多格文化（烏克蘭語：Середньостогова культура）或译中斯多格文化，是大約西元前4500年至西元前3500年存在於亞速海以北，第聶伯河與頓河之間的紅銅時代文化。德萊夫卡是這個文化中最出名的地點之一，在這裡發現馬骨骸被認為可能是最早的家馬。
斯萊德涅斯多格文化可能和位於西方具有農業的特里波耶文化有所接觸，且同一時期附近還有著赫瓦倫斯克文化(Khvalynsk culture)，這些顯示了這裡可被視為一塊至少存在著四種文化要素的地區。有此領域的專家認為斯萊德涅斯多格地區的文化可再分為兩個不同的時期，亚姆纳文化也就是這樣被分出來的，亚姆纳文化大約從西元前3500年持續到西元前2200年。

## 資料來源
1.J. P. Mallory, "Sredny Stog Culture", Encyclopedia of Indo-European Culture, Fitzroy Dearborn, 1997.